# NGC 505
NGC 505 je galaksija u zviježđu Ribe.

## Vanjske poveznice
- SEDS: NGC 0505